# Unterseeboot 448
L'Unterseeboot 448 ou U-448 est un U-Boot type VIIC utilisé par la Kriegsmarine pendant la Seconde Guerre mondiale.
Le sous-marin fut commandé le 6 août 1940 à Dantzig (Schichau-Werke), sa quille fut posée le 1er juillet 1941, il fut lancé le 23 mai 1942 et mis en service le 1er août 1942, sous le commandement de l'Oberleutnant zur See Helmut Dauter.
L'U-448 n'endommagea ou ne coula aucun navire au cours des 4 patrouilles (219 jours en mer) qu'il effectua.
Le sous-marin participe à dix Rudeltaktik.
Il est coulé au nord-ouest des Açores en avril 1944.

## Conception
Unterseeboot type VII, l'U-448 avait un déplacement de 769 tonnes en surface et 871 tonnes en plongée. Il avait une longueur totale de 67,10 m, un maître-bau de 6,20 m, une hauteur de 9,60 m, et un tirant d'eau de 4,74 m. Le sous-marin était propulsé par deux hélices de 1,23 m, deux moteurs diesel Germaniawerft M6V 40/46 de 6 cylindres en ligne de 1400 cv à 470 tr/min, produisant un total de 2 060 à 2 350 kW en surface et de deux moteurs électriques AEG GU 460/8-276 de 375 cv à 295 tr/min, produisant un total 550 kW, en plongée. Le sous-marin avait une vitesse en surface de 17,7 nœuds (32,8 km/h) et une vitesse de 7,6 nœuds (14,1 km/h) en plongée. Immergé, il avait un rayon d'action de 80 milles marins (150 km) à 4 nœuds (7,4 km/h; 4,6 milles par heure), et pouvait atteindre une profondeur de 230 m. En surface son rayon d'action était de 8 500 milles nautiques (soit 15 700 km) à 10 nœuds (19 km/h).
L'U-448 était équipé de cinq tubes lance-torpilles de 53,3 cm (quatre montés à l'avant et un à l'arrière) qui contenait quatorze torpilles. Il était équipé d'un canon de 8,8 cm SK C/35 (220 coups) et d'un canon antiaérien de 20 mm Flak. Il pouvait transporter 26 mines TMA ou 39 mines TMB. Son équipage comprenait 4 officiers et 40 à 56 sous-mariniers.

## Historique
Il sert dans la 8. Unterseebootsflottille (flottille d'entrainement) jusqu'au 31 janvier 1943 et dans la 7. Unterseebootsflottille jusqu'à sa perte. 
Sa première patrouille est précédée d'un passage à Kiel. Il accoste à Bergen le 3 février 1943.
Deux jours après, il quitte Bergen pour naviguer dans l'Atlantique entre l'Islande et les Îles Féroé. Il arrive à Saint-Nazaire, en France occupée après 48 jours en mer.
Lors de sa deuxième sortie, il patrouille au nord-ouest des Açores pendant 40 jours.
Lors de sa troisième patrouille, il est attaqué au sud-ouest de l'Islande par un Sunderland canadien du 422e escadron de la RCAF. L'avion attaque également l'U-281. Des charges de profondeur sont lancées, manquant leur cible. L'avion s'écrase, tuant les cinq aviateurs. Deux sous-mariniers membres d'équipage sont blessés et un autre tué par mitraillage. L'U-Boot interrompt sa patrouille en raison des dommages subis.
Pour sa quatrième et dernière patrouille, l'U-448 quitte Saint-Nazaire le 14 février 1943. Il navigue entre le Groenland et l'Islande. Au 61e jours, au nord-ouest des Açores, il est attaqué et coulé à la position 46° 22′ N, 19° 35′ O, par des charges de profondeur lancées par la frégate NCSM Swansea et le HMS Pelican (L86).
Cette attaque provoque la mort de 9 des 51 membres d'équipage.

## Affectations
- 8. Unterseebootsflottille du 1er août 1942 au 31 janvier 1943 (Période de formation).
- 7. Unterseebootsflottille du 1er février 1943 au 14 avril 1944 (Unité combattante).

## Commandement
- Oberleutnant zur See Helmut Dauter du 1er août 1942 au 14 avril 1944. (Croix de Chevalier)

## Patrouilles
|       | Commandant          | Départ            | Départ      | Arrivée           | Arrivée     | Jours     | Succès |
| ----- | ------------------- | ----------------- | ----------- | ----------------- | ----------- | --------- | ------ |
| 1     | Oblt. Helmut Dauter | 30 janvier 1943   | Kiel        | 4 février 1943    | Bergen      | 6 jours   |        |
|       | Oblt. Helmut Dauter | 6 février 1943    | Bergen      | 25 mars 1943      | St. Nazaire | 48 jours  |        |
| 2     | Oblt. Helmut Dauter | 17 avril 1943     | St. Nazaire | 26 mai 1943       | St. Nazaire | 40 jours  |        |
|       | Oblt. Helmut Dauter | 25 juillet 1943   | St. Nazaire | 27 juillet 1943   | St. Nazaire | 3 jours   |        |
|       | Oblt. Helmut Dauter | 1er août 1943     | St. Nazaire | 3 août 1943       | St. Nazaire | 3 jours   |        |
| 3     | Oblt. Helmut Dauter | 6 septembre 1943  | St. Nazaire | 12 septembre 1943 | St. Nazaire | 7 jours   |        |
|       | Oblt. Helmut Dauter | 14 septembre 1943 | St. Nazaire | 3 novembre 1943   | St. Nazaire | 51 jours  |        |
| 4     | Oblt. Helmut Dauter | 14 février 1944   | St. Nazaire | 14 avril 1944     | Coulé       | 61 jours  |        |
| Total | Total               | Total             | Total       | Total             | Total       | 219 jours | 0 t    |

Note : Oblt. = Oberleutnant zur See

### Rudeltaktik
L'U-448 prit part à dix Rudeltaktik (meutes de loup) durant sa carrière opérationnelle.
- Neptun (18-28 février 1943)
- Wildfang (28 février – 5 mars 1943)
- Westmark (6-7 mars 1943)
- Amsel (22 avril – 3 mai 1943)
- Amsel 3 (3-6 mai 1943)
- Rhein (7-10 mai 1943)
- Elbe 2 (10-14 mai 1943)
- En Passant Par Rossbach (24 septembre – 9 octobre 1943)
- Schlieffen (14-18 octobre 1943)
- Preussen (22 février – 14 mars 1944)